# جوآکیم مالگوسا
جوآکیم مالگوسا (اسپانیایی: Joaquim Malgosa‎؛ زادهٔ ۱ نوامبر ۱۹۶۳) بازیکن هاکی روی چمن اهل اسپانیا است که در مسابقات کشوری و بین‌المللی در مجموع برندهٔ 2 مدال نقره، 1 مدال برنز شده‌است.